# NGC 5326
NGC 5326 је спирална галаксија у сазвежђу Ловачки пси која се налази на NGC листи објеката дубоког неба.
Деклинација објекта је + 39° 34' 31" а ректасцензија 13h 50m 50,5s. Привидна величина (магнитуда) објекта NGC 5326 износи 12,1 а фотографска магнитуда 12,9. Налази се на удаљености од 37,8000 милиона парсека од Сунца. NGC 5326 је још познат и под ознакама UGC 8764, MCG 7-28-82, CGCG 218-61, CGCG 219-6, PGC 49157.